# La rosa quantica
La rosa quantica (The Quantum Rose) è un romanzo di fantascienza di Catherine Asaro del 2000.
L'opera ha vinto il Premio Nebula per il miglior romanzo nel 2002.

## Trama
Kamoj Argali è la governatrice di una provincia povera del pianeta Balumil. È fidanzata con Jax Ironbridge, governatore di una provincia vicina molto ricca, per interesse, vedendo in questo matrimonio politico un mezzo per salvare il proprio territorio dalla fame.
Nella storia interviene Havyrl (Vyrl) Lionstar, nobile principe in missione diplomatica, che tiranneggia la popolazione di Kamoj e vuol costringere la governatrice a sposarsi con lui.

## Edizioni
- (EN) Catherine Asaro, The Quantum Rose, Tor Books, 2000,  p. 382.
- Catherine Asaro, La rosa quantica, traduzione di S. Proietti & S. Varlec, Nuova Galassia, Armenia, 2007,  p. 446.